# الكسندر بوكنر
الكسندر بوكنر هو محامي وسياسي أمريكي، ولد في 1785 في مقاطعة جيفيرسون في الولايات المتحدة، وتوفي في 6 يونيو 1833 في مقاطعة كيب غيراردو في الولايات المتحدة بسبب كوليرا. نشط حزبياً في ديمقراطية جاكسونية.

## مناصب
- انتخب عضو مجلس الشيوخ الأمريكي [الإنجليزية]‏ عن دائرة Missouri Class 3 senate seat ‏ خلال فترته النيابية [الإنجليزية]‏ (4 مارس 1833 – 6 يونيو 1833).
- انتخب عضو مجلس الشيوخ الأمريكي [الإنجليزية]‏ عن دائرة Missouri Class 3 senate seat ‏ خلال فترته النيابية [الإنجليزية]‏ (4 مارس 1831 – 4 مارس 1833).
- انتخب عضو مجلس ولاية ميزوري ‏.
- انتخب عضو مجلس الشيوخ الأمريكي [الإنجليزية]‏.